# Ebebiyín
Ebebiyín er en by i det nordøstlige Ækvatorialguinea, beliggende ved grænserne til nabolandende Gabon og Cameroun. Byen har et indbyggertal på 36.565 (2012).